# Barea melanodelta
Barea melanodelta là một loài bướm đêm thuộc họ Oecophoridae. Nó được tìm thấy ở Úc, bao gồm Tasmania.

## Hình ảnh

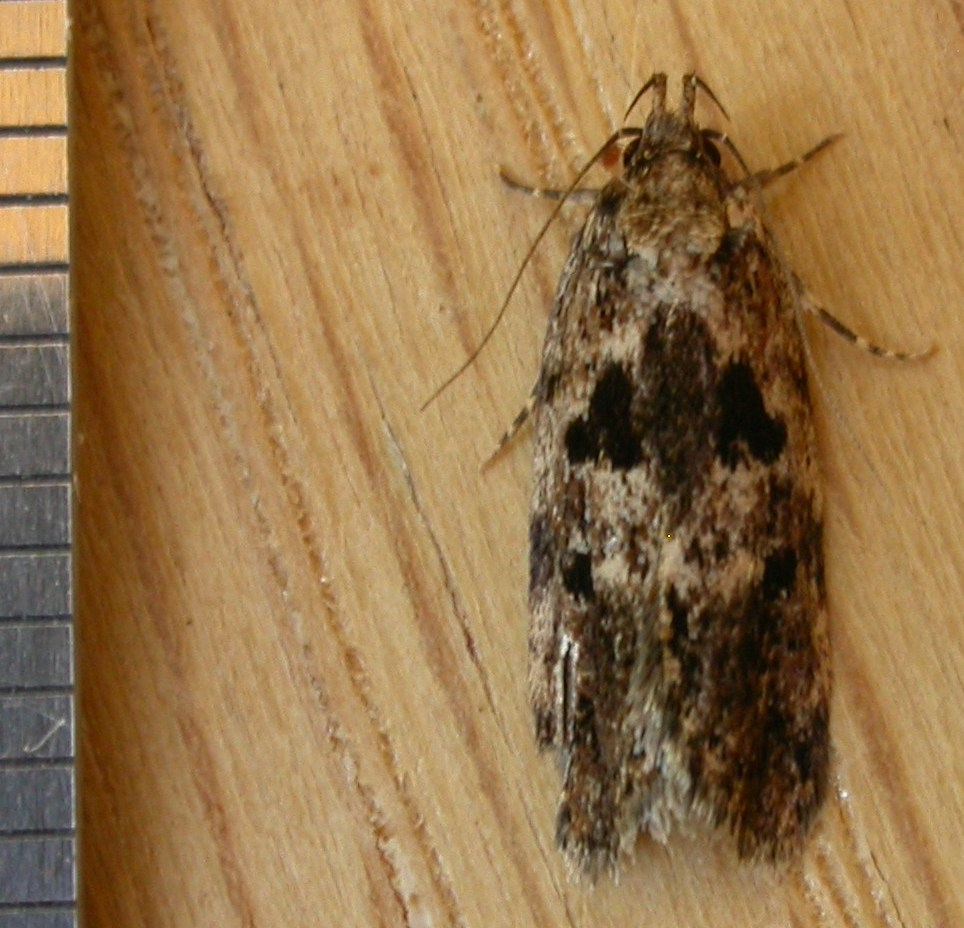